# 메이지 대학
메이지 대학(일본어: 明治大学 메이지다이가쿠[*], 영어: Meiji University)은 도쿄도 지요다구 간다스루가다이에 위치한 일본의 명문 사립 대학이다. 도쿄 6대학 중 하나이며, MARCH 중 하나이다. 대학의 약칭은 메이지(일본어: 明治) 또는 메이다이(일본어: 明大)이다.

## 개요

### 대학 전체

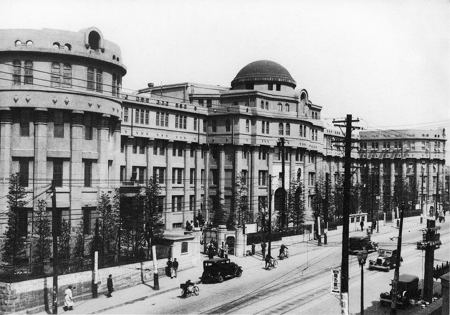
메이지 대학(1928년 촬영, 현 스루가다이 캠퍼스 리버티 타워로 개축)

메이지 대학은 '근대 시민 사회를 짊어지는 총명한 젊은이를 육성한다'를 목표로 1881년 프랑스법 자유 민권사상을 공부한 청년 법률가들이 메이지 대학의 전신인 메이지 법률학교(明治法律学校)를 설립하였다.
대학본부 및 문과 학부, 대학원등은 문화, 교육 시설이 집중되어 있으며, 일본 최대의 학생가인 오차노미즈에 위치하고 있다. 도쿄 중심부에 위치하고 있는 도심형 대학이다. 2013년 4월 제4 캠퍼스 "나카노 캠퍼스"를 설치하였다.
대한민국 제 1대 대법원 대법원장 김병로 전 대법원장, 검찰 총장 및 법무부 장관을 지낸 오탁근 전 법무부 장관, 1936년 베를린 올림픽 마라톤 금메달 리스트 손기정 선수, 일본의 미키 다케오 전 내각총리대신, 무라야마 담화의 무라야마 도미이치 전 내각총리대신, 영화 감독이자 코메디언인 키타노 타케시를 배출하는등 정치인, 문학자, 경영자, 언론인, 스포츠 선수, 연예인 등으로서 각 분야에서 활약한다.
최근에는 문부과학성의 "Global COE Program", "공동이용, 공동연구거점" 등에 선정되었고, "문부과학성 GP", "사립 대학 학술 연구 고도화 추진 사업 (사립대학 전략적 연구 기반 지원 사업)", "슈퍼 글로벌 대학 사업"에 채택되었다.
IT 시설에도 일본에서 가장 앞장서 대학 정보 Summit 창설을 하는 등 유명 사립 대학과의 정보 관련 제휴를 강화하고 있다.

### 이념
기본이념은 "권리자유" "독립자치"이다. 현재는 이 이념과 함께 "새로운 지식의 창조" "시대의 요청"을 대학의 이념으로 하고 있다.

### 학풍 및 특색
대학의 모체는 법률학교로 시작했으나, 상학부와 경영학부를 일본 국내 사립 대학 중에서 최초로 설립하여 전통 상학으로도 널리 알려져 있다. 그리고 문과계열 중에서도 연극학, 고고학 등, 특색있는 전공 분야가 많이 있다.

#### 와세다 대학과의 정치경제학 논쟁
메이지 대학과 와세다 대학은 정치경제학부를 두고 있는 대표적인 사립 대학으로서 양 대학의 정치경제학부 사이에 오랜 학문적 대립이 존재했다. 특히, 경제학 분야에서 학문 체계의 대립 관계로 말미암아 양 대학의 정치경제학부에 소속된 학자들 간의 경제학 논쟁이 발생해 오래전부터 계승된 근대경제학과 역사학파 경제학의 근본적, 구체적 논의가 전개됐다.
두 대학 모두 학생운동 시기에는 마르크스 경제학이 주를 이뤘지만, 냉전 시대의 종식과 함께 근대경제학의 확립을 목표로 했다.
구체적인 논쟁 내용은 1960년대 이후의 양 대학 학생 중심의 '정치경제학 연구회'와 교수진의 논문 잡지 '정경논총(政経論叢)'에서 논점이 된 몇 가지 사항이 그 예다.

### 교가
고다마 가가이(児玉花外) 작사, 야마다 고사쿠(山田耕筰) 작곡. 1920년에 공표되었다.
| 일본어 가사 | 한국어 번역본 |
| --- | --- |
| 1절 白雲なびく駿河台 眉秀でたる若人が 撞くや時代の暁の鐘 文化の潮みちびきて 遂げし維新の栄になふ 明治その名ぞ吾等が母校 2절 権利自由の揺籃の 歴史は古く今もなほ 強き光に輝けり 独立自治の旗翳し 高き理想の道を行く 我等が健児の意気をば知るや 3절 霊峰不二を仰ぎつつ 刻苦研鑚他念なき 我等に燃ゆる希望あり いでや東亜の一角に 時代の夢を破るべく 正義の鐘を打ちて鳴らさむ | 1절 흰 구름 흩날리는 스루가다이 총명한 젊은이들이 새시대 새새벽의 종을 울린다 문화의 파도를 이끌며 이루어 유신의 영광 짊어진 메이지 그 이름도 드높은 우리 모교 2절 권리 자유의 요람 유구한 역사 지금도 변함없어 찬란한 빛 드높이며 독립 자치의 깃발 올려 높은 이상의 길을 간다 우리 건아들 의기를 다하리 3절 영봉 후지를 우러러보며 자기 단련에 여념 없는 우리에겐 타오르는 희망 있으리 자, 동아의 일각에 시대의 꿈을 이루기 위해 정의의 종을 높이 울리리 |

## 학부, 학과

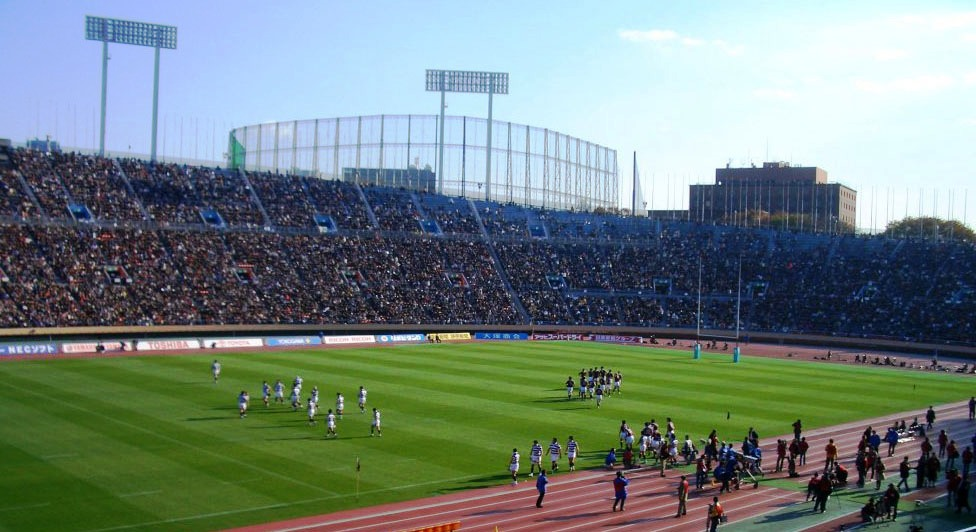
매년 12월 첫째주 일요일에 국립경기장에서 열리는 메이지 대학과 와세다 대학 간의 럭비 정기전. 메이소센(明早戦)이라 불리며, 리그 경기가 아닌 대학 간의 정기전을 위해 국립경기장이 사용을 허가하는 경우는 메이소센(明早戦)이 유일하다.

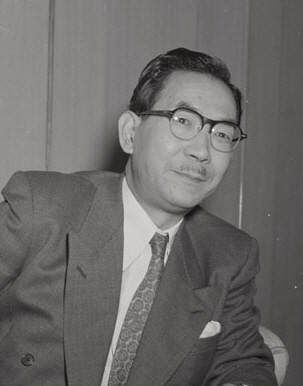
미키 타케오 전 내각총리대신. 메이지 대학 법학부 재학 중 학내 웅변부에서 활동했다. 메이지 대학 웅변부는 정계에 많은 인재를 배출했다. 미키 타케오 전 내각총리대신을 비롯해 무라야마 도미이치 전 내각총리대신, 오노 반보쿠 중의원 의장 등이 메이지 대학 웅변부 출신이다.

### 법학부
법학부 창립이래, 대법원 판사, 최고재판소장, 검찰총장, 도쿄 검찰 검사장, 일본 변호인 연맹 회장등 정,관,법계등에서 다수의 인재를 배출하고 있다. 전신인 메이지 법률 학교는 代言人(대언인, 현재의 변호사)시험, 판검사 등용 시험등에서 총 합격자수의 40퍼센트에 차지할 정도로 법률계에서 엄청난 영향력을 행사했다. 일찍부터 여성 법조인 육성에 힘을 쏟아, 일본 최초의 여성 재판관, 일본 최초의 여성 변호사를 시작으로 메이지 대학 여성 법조인 출신자의 영향력은 매우 크다.
- 법률학과
- 비지니스법코스
- 국제 관계법코스
- 공공법무코스
- 법과 정보코스
- 법조코스

### 상학부
1904년 사립 대학 최초로 상학부를 설립. 창립시에는 상법 강습소(현 히토쓰바시 대학)의 주요 교수가 강사로서 다수 참가.
2001에는 상학과, 산업경영학과의 2학과제에서 상학과, 7코스제로 재편.
‘벤처 비지니스론 / 창업 Planning론’의 수업에서는 창업기의 Venture, 주요 금융기관에의 신규영업, 노후 점포의 제2창업등 창업 경험이 있는 현역 경영자 강사를 초방, 실제 창업관련 수업을 실시한다.
성적이 특별히 우수한 학생을 대상으로 조기졸업제도(3년)가 있음.
- 상학과
  - Applied Economics Course
  - Marketing Course
  - Finance & Insurance Course
  - Global Business Course
  - Management Course
  - Accounting Course
  - Creative Business Course

### 정치경제학부
2010년 이후 새롭게 메이지 대학의 간판이 되었다. '실력의 정경'이라는 별명으로도 불린적 있다. 학점을 따기쉬워 '파라다이스 정경'이라는 별명이 붙은적도 있지만 지금은 '로스트 파라다이스'가 되었다.학부생은  월스트리트 저널의 신문이나 일본경제신문등 여러 신문을 무료로 볼 수 있게해준다. 2학년부터는 학과간의 이수가 자유로운 편이다.
- 정치학과
- 경제학과
- 지역행정학과

### 문학부
- 문학과
- 사학지리학과
- 심리사회학과

### 이공학부
- 전기전자공학과
- 전자통신공학과
- 기계공학과
- 기계정보공학과
- 건축학과
- 응용화학과
- 정보공학과
- 수학과
- 물리학과

### 농학부
- 농학과
- 농업 경제학과
- 농예화학과
- 생명과학과

### 경영학부
- 경영학과
- 회계학과
- 공공경영학과

### 정보커뮤니케이션학부
- 정보커뮤니케이션학과

### 국제일본학부
- 국제일본학과

### 종합수리학부
- 현상수리학과
- 첨단미디어사이언스학과
- 네트워크디자인학과

## 대학원 연구과

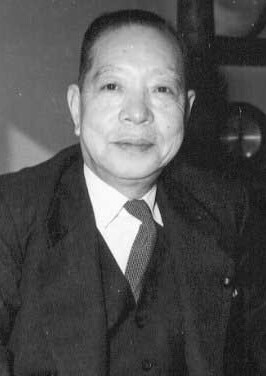
오노 반보쿠 중의원 의장(1952년 ~ 1953년). 메이지 대학 정치경제학부 재학 중 웅변부에서 활동. 자유민주당 부총재를 역임중이던 1962년에 대규모 방한단을 이끌고 당시 국가재건최고회의 의장을 맡고 있던 박정희를 만났다.

- 법학연구과
  - 공법학전공
  - 민사법학전공
- 상학연구과
  - 상학전공
- 정치경제학연구과
  - 정치학전공
  - 경제학전공
- 경영학연구과
  - 경영학전공
- 문학연구과
  - 일본문학전공
  - 영문학전공
  - 불문학전공
  - 독문학전공
  - 연극학전공
  - 문예미디어전공
  - 사학전공
  - 지리학전공
  - 임상인간학전공
- 정보커뮤니케이션연구과
  - 정보커뮤니케이션전공
- 국제일본학연구과
  - 국제일본학전공
- 교양디자인연구과
  - 교양디자인전공
- 이공학연구과
  - 전기공학전공
  - 기계공학전공
  - 건축도시학전공
  - 응용화학전공
  - 정보과학전공
  - 수학전공
  - 물리학전공
  - 신영역창조전공
- 농학연구과
  - 농예화학전공
  - 농학전공
  - 농업경제학전공
  - 생명과학전공
- 경영관리대학원(글로벌·비즈니스연구과)
- 공공정책대학원(통치연구과)
- 회계대학원(회계전문직연구과)
- 법과대학원

## 연혁

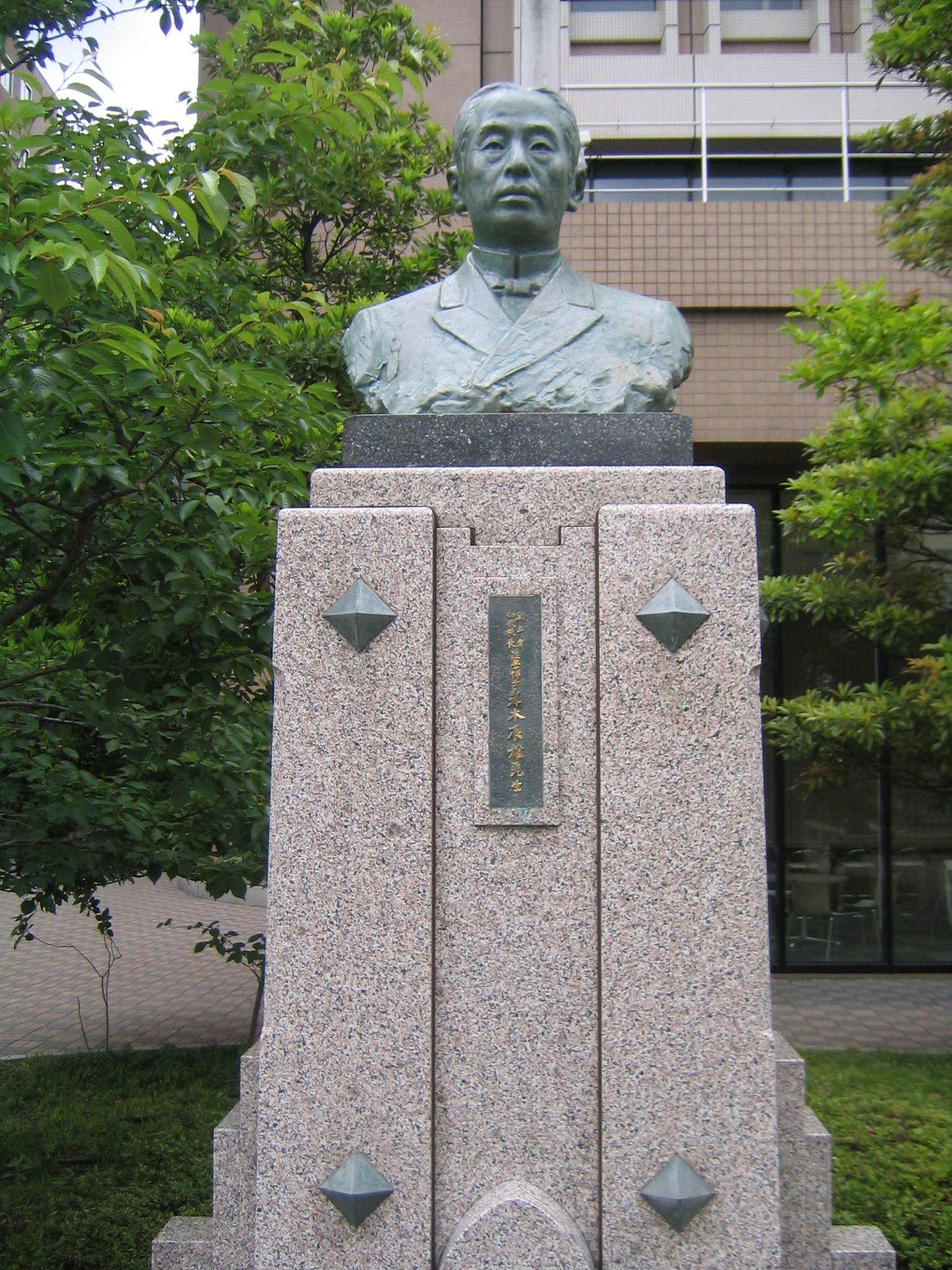
기시모토 다쓰오의 흉상

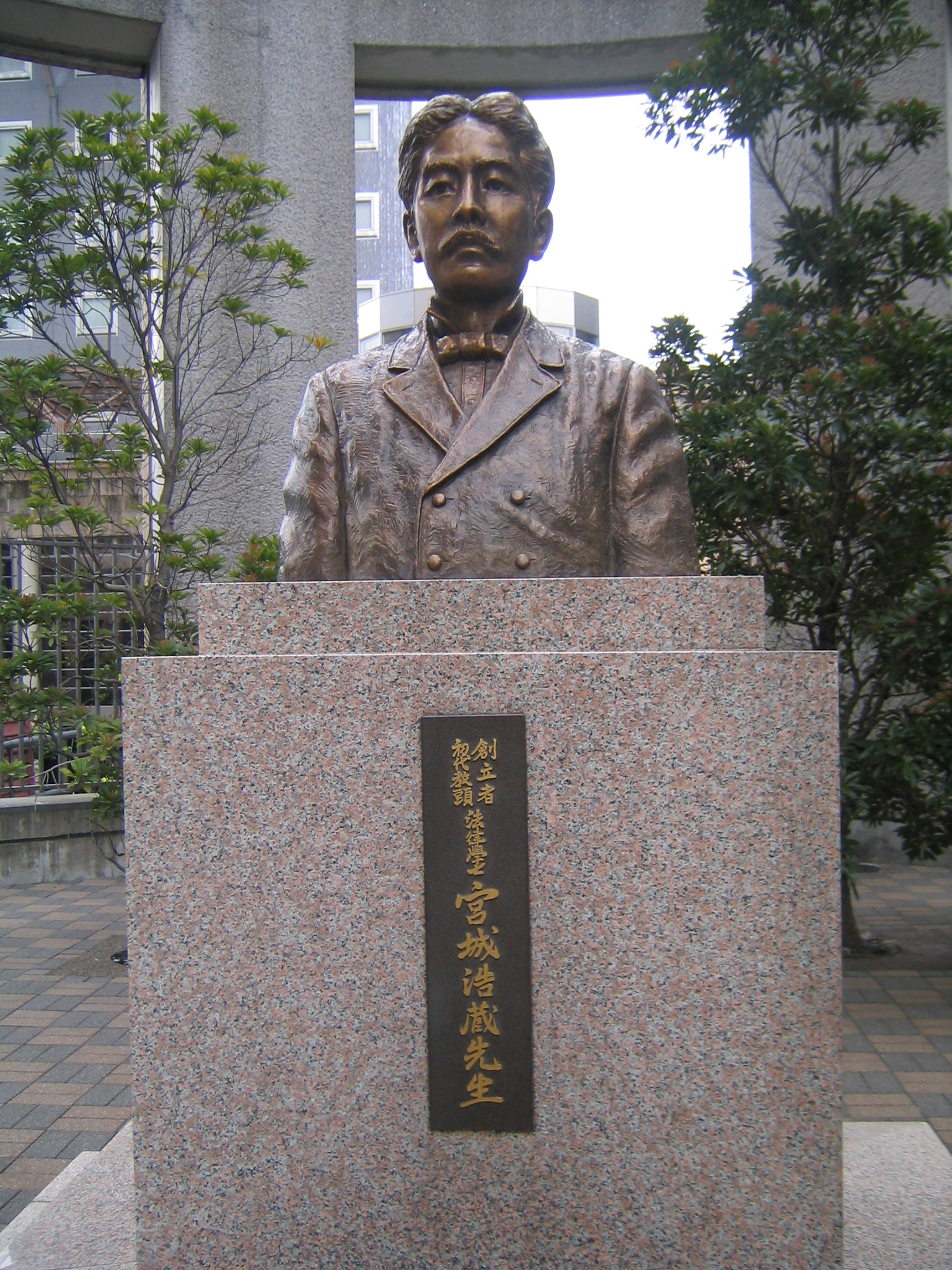
미야기 고조의 흉상

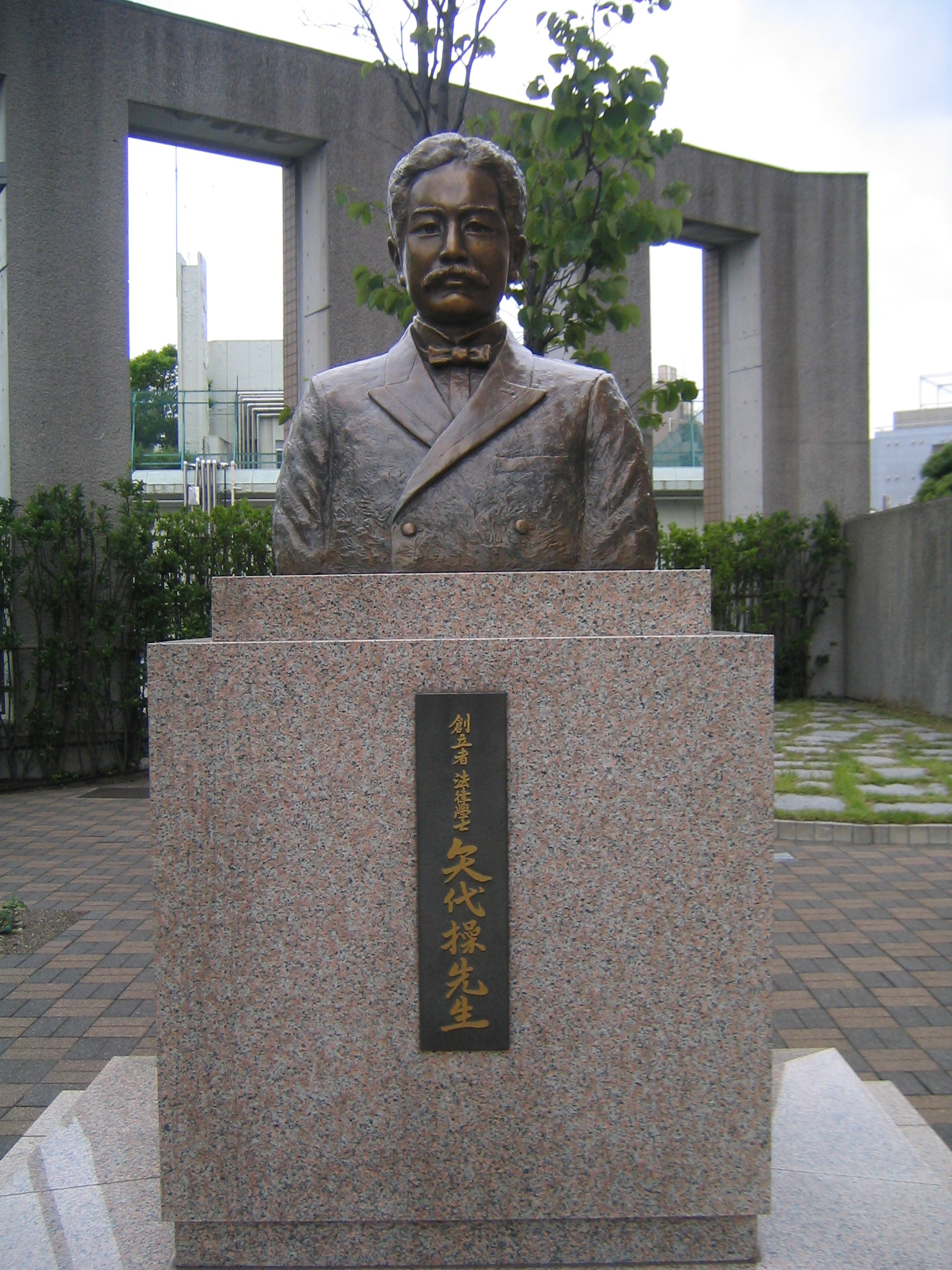
야시로 미사오의 흉상

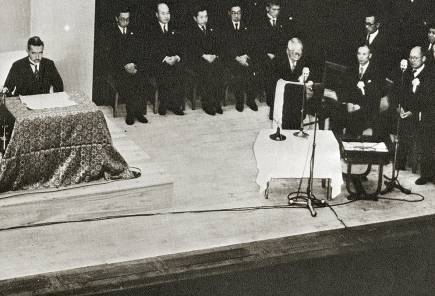
1951년 메이지 대학 개교 70주년 기념식에 참석해 연설 중인 쇼와 천황.

- 1881년 - 유라쿠쵸 3가 1번지 다실교내 구시마바라번의 저택내에 메이지 법률학교(明治法律学校)로서 개교
- 1886년 - 간다스루가다이남 코우가쵸 11에 교사를 이전
- 1888년 - 특별 인가 학교 규칙에 의해 법률학부·정치학부의 2 학부가 인가
- 1903년 - 전문학교령에 의해 메이지 대학으로 개칭
- 1904년 - 학칙 개정에 의해 법학부, 정학부, 문학부, 상학부 설치, 각 학부에 본과, 전문과설치
- 1905년 - 대학조직을 재단법인으로 개칭함
- 1911년 - 초대기념관설립(현재의 스루가다이 캠퍼스), 창립 30주년 기념식
- 1912년 - 정학부를 정치 경제과라고 개칭
- 1920년 - 대학령에 의한 대학 설치 인가, 전문과를 전문학교령에 의해 전문부로 개칭, 메이지 대학 교가를 공시
- 1921년 - 전문부에 이부 법과를 설치, 스루가타이의 대학 예과 교사 준공
- 1929년 - 전문부 여자부를 설치
- 1930년 - 메이지 대학 상업학교 설치
- 1932년 - 전문부 문과설치
- 1934년 - 예과를 현재의 이즈미 캠퍼스에 이전
- 1939년 - 전문부 고아과를 신설, 경영, 무역, 농정, 후생 4과를 설치
- 1944년 - 도쿄 메이지 공업 전문 학교를 설치, 전문부상과를 경영과로 개칭, 메이지 여자 전문학교 설립
- 1945년 - 고아과를 산업 경제과라고 개칭
- 1946년 - 메이지 농업 전문 학교 설치
- 1949년 - 학제 개혁에 의해 신제대학이 되어 법학부, 상학부, 정치경제학부, 문학부, 공학부, 농학부를 설치.
- 1950년 - 메이지 여자전문학교(전문부 여자부가 전후로 개칭)를 메이지 대학 단기 대학으로 개칭.
- 1951년 - 대학조직을 학교법인으로 개조, 이쿠타 교사를 건설
- 1952년 - 대학원 법학연구과, 상학 연구과, 정치경제 연구과, 문학 연구과, 공학 연구과 설립
- 1953년 - 경영학부 설치, 대학원 교사 축공
- 1956년 - 대학원 공학 연구과 건축학 전공 석사 과정 증설
- 1957년 - 대학원 문학연구과 증설 인가
- 1959년 - 대학원 농학 연구과, 경영학 연구과 설치
- 1960년 - 설립 80주년 기념 사업 알래스카 학술 조사단 출발
- 1961년 - 대학원 공학 연구과 건축학 전공 박사 과정 인가
- 1963년 - 대학원 정치 경제학 연구과 경제학 전공 박사 과정 인가
- 1964년 - 대학원 문학연구과 일본 문학 전공, 영문학 전공, 불문학 전공, 각 석사 박사 과정, 지리학 전공 박사과정 증설, 공학부, 공학연구과가 스루가다이 교사에서 이쿠타교사에 이전
- 1965년 - 이쿠타 제2교사, 2,3호관 준공
- 1966년 - 대학원 공학 연구과 공업화학 전공 석사, 박사 과정 설립
- 1971년 - 대학원 문학 연구과 독문학 전공, 연극학 전공 석사 과정 증설
- 1974년 - 대학원 문학 연구과 독문학 전공, 연극학 전공 석사 과정 증설, 연합 부형회(현재 부모회)결성
- 1978년 - 대학원 농학연구과 농예화학전공, 농학 전공, 농업 경제학 전공 설립
- 1980년 - 창립 100주년 기념식 거행됨
- 1983년 - 이쿠타 제 3교사 3호관 준공
- 1984년 - 창립 100주년 기념 도서관 준공
- 1985년 - 창립 100주년 기념 대학회관 준공, 이즈미 제 1교사 준공
- 1987년 - 이즈미교사 도서관 증축 준공
- 1988년 - 이즈미 제 2교사 준공
- 1989년 - 이공학부 설치, 이쿠타 제 1교사 4호관 준공, 이쿠타 재 2교사 6호관 준공
- 1990년 - 대학원 농학 연구과 농학 전공, 농업 경제학 전공 박사 후기 과정 증설
- 1991년 - 이쿠타 중앙 교사 준공
- 1993년 - 대학원 이공학 연구과 전기 공학 전공, 기계 공학 전공, 건축학 전공, 공업화학전공 각 박사 전기 후기 과정 기초 이공학 전공 석사 과정 설립
- 1994년 - "메이지 대학 100년사" 완성, 스루가 다이 12호관 준공
- 1995년 - 대학원 이공학부 연구기초 이공학 전공 박사 과정 설치
- 1996년 - 이즈미 교사 체육관 준공
- 1998년 - 창립 120주년 기념관 리버티 타워 준공, 하이테크 리서치 센터 준공, 이쿠타 제 1교사 5호관 준공
- 2000년 - 농학부 생명화학과 설치, 사서과정, 사서 교육론 과정 설치, 지적 자산 센터 설립, 이쿠타 식당관(스퀘어 21)준공, 이쿠타 제1교사 2호관 준공, 지적 자산 센터 설립, 스루가다이 중앙 도서관 준공
- 2002년 - 정치 경제학부 지역행정학과 설치, 문학부 심리사회학과 설치, 경영학부 회계학고 공공경영학과 설치
- 2003년 - 대학원 농학연구과 생명과학 전공 설치, 단기대학, 2부 학생모집 정지.
- 2004년 - 아카데미 코몬 완성, 로스쿨 법과 대학원, Governance 연구과, 글로벌 비지니시 연구과 개설, 비지니스 스쿨 글로벌 비지니스 연구과, 심리임상 센터 개설,정보 커뮤니케이션 학부 설치, 이쿠타 제 2교사 A관 준공, 상학부 창설 100주년 기념식 개최, 정치 경제학부 창설 100주년 기념식 개최
- 2005년 - 이즈미 미디어동 완성, 회계 대학원을 개설, 대학원 문학 연구과 임상 인간학 전공 석사과정 설치, 총학제를 발지, 이사장 학장에 의한 2장을 이해으 아키하바라 캠퍼스 개설
- 2007년 - 문학 연구과 임상 인간학 전공 석사 전기 과정, 박사 후기과정 설치, Governance 연구과 전공직 학위 과정 설치, 전기전자 공학과와 전자 통신 공학과를 재편, 전기 전자 생명 학과 설치, 전 학부 통일 시험을 전국 5개 회장(도쿄, 삿포로, 센다이, 나고야, 후쿠오카)에서 실시
- 2008년 - 국제 일본 학부 설치, 이공학 연구과 신 영역 창조 전공 설치, 정보 커뮤니케이션 연구과 설치, 교양 디자인 연구과 설치, 농학부 농업 경제학과를 식료환경 정책학과로 명칭 변경
- 2009년 - 이즈미 인터내셔널 하우스 준공
- 2010년 - 정보커뮤니케이션학부 젠더센터 개설, 메이지대학 평화교육 연구소 자료관 개설, 유엔아카데믹 임팩트 공식발촉식전 참가
- 2011년 - 첨단수리과학연구과 개설 문학연구과문예미디어전공 개설, 이쿠타 제2교사 D과준공, 국제종합연구소개설, 메이지대학 출판회 개설, 진재부흥지원센터 설치
- 2012년 - 국제일본연구과 개설, 쿠로카와농장 개설, 이즈미신도서관 개관, 지역산학연휴연구센터 개설
- 2013년 - 경찰대학교 부지에 나카노 캠퍼스 개설, 종합수리학부 설치, 국제일본학부 이전, 스루가다이C지구교육 연구동 완성(글로벌 프론트), 이공학연구과 건축학전공 프로페셔널코스 개설,국제대학

을 계열법인화, 아세안센터 개소(태국 방콕)
- 2014년 - 글로벌거버넌스연구과 개설, 이쿠타 제1교사6호관 준공

## 부속 시설
- 도서관
- 사회과학 연구소
- 인문과학 연구소
- 과학기술 연구소
- 군축 평화 연구소
- 메이지 대학 박물관
- 정보과학 센터
- 국제 교류 센터
- 지적 자산 센터
- 대학사 자료 센터
- 심리 임상 센터

## 대외 관계

### 해외 거점교류 기관

#### 아시아
- 태국
  - ASEAN 센터(방콕)
- 중화인민공화국
  - 베이징 사무소(베이징시)

### 한국 대학 · 연구 기관과의 관계
- 서울대학교 경영대학
- 숭실대학교
- 중앙대학교
- 서강대학교
- 연세대학교
- 연세대학교 사회과학대학 정치외교학과
- 연세대학교 정치경제대학
- 고려대학교
- 고려대학교 문과대학
- 성균관대학교 예술대학, 예술대학원
- 이화여자대학교

### 지방 자치체와의 협정
아래의 지방 자치체와 교류 사업, 지역 지원 등의 협정을 체결하고 있다.
- 도쿄도：지요다구, 세타가야구, 스기나미구

시나가와구, 나카노구, 다이토구, 미타카시
조후시, 후추 시, 히가시야마토시
- 가나가와현：요코하마시, 가와사키시, 미우라시

요코스카시, 하코네정, 유가와라정
- 지바현：우라야스시, 나라시노시, 나리타시
- 사이타마현：사이타마현, 사이타마시
- 고시가야시、야시오시, 기타모토시

- 군마현：도미오카시, 오타시, 쓰마고이촌
- 미야기현：게센누마시
- 야마가타현：덴도시
- 후쿠시마현：오후나토시, 신치정
- 니가타현：쓰바메시, 산조시
- 나가노현：이다시, 나가와정
- 아이치현：이누야마시
- 후쿠이현：후쿠이현, 사바에시
- 기후현：미노시, 다지미시

- 나라현：사쿠라이시
- 미에현：히가시키슈 관광 도시계획 공사
- 와카야마현：신구시
- 오카야마현：구라시키시
- 도쿠시마현
- 돗토리현
- 미야자키현

## 캠퍼스

### 스루가다이 캠퍼스
- 도쿄도 지요다구 간다스루가다이 - 본부, 1부 문과 3·4년, 대학원
  - 이전까지 고색 창연한 기념관, 강당 등 낡은 건물이 많았지만, 1990년대 후반부터 리모델링이 진행되어 현재는 23층 건물의 교사 '리버티 타워'를 중심으로 한 근대적인 빌딩군이다.

2004년에는 법과 대학원이 들어간 11층건물의 '아카데미 코먼'이 완성되었다.
오차노미즈역, 진보초 역으로부터에 도보 5분으로 매우 편리한 위치, 진보초의 고서거리에도 가깝다.

### 이즈미 캠퍼스
- 도쿄도 스기나미구 이즈미 - 1부 문과 학부의 1, 2학년
  - 학생수에 비해서는 좁기는 하지만 '캠퍼스'인것 같은 분위기를 가진다. 주위는 한적한 주택가.
  - 2004년도부터의 커뮤니케이션학과의 신설에도 대면시켜 신교사 미디어동 완성.
전면 유리벽이 진행된 디자인을 가지는 이 신교사에서는, 오차노미즈의 스루가다이 교사에 지지 않는 정보화가 진행되고 있다.
  - 제일 가까운 역은 게이오 선 메이다이 앞역이며,역에서 도보 5분. 캠퍼스가 역명의 유래이다.

### 이쿠타 캠퍼스
- 가나가와현 가와사키시 다마구 - 이공학부, 농학부
  - 구 일본 육군의 제9 기술 연구소자취에 있는 언덕 위의 광대한 캠퍼스.농학부가 있으므로 남쪽에는 실습용의 밭이 있다.

오다큐 전철 오다와라 선 이쿠타 역으로부터 도보 10분.

### 나카노 캠퍼스
- 도쿄도 나카노구 나카노 - 국제일본학부 전학년, 종합수리학부 전학년, 대학원(국제일본학연구과, 첨단수리과학연구과, 이공학연구과 신영역창조전공, 이공학연구과 건축학전공 국제프로페셔널코스)
  - 2013년 4월, 도쿄도 나카노구 나카노의 경찰대학교 전 부지에 제4 캠퍼스로서 개교. 개교와 동시에 종학수리학부의 개설과 이즈미캠퍼스로부터 국제일본학부가 이전 하였다. 나카노 센트럴 파크의 일부분에 위치. 신주쿠 5분 시부야 10분으로 대도시 접근성 용이.

JR동일본 주오 선 도쿄 지하철 도자이 선 나카노 역북쪽출구로부터 도보 8분.

## 부속 학교
- 메이지 대학 부속 메이지 고등학교・중학교 (明治大学付属明治高等学校・中学校)
- 학교법인 나카노학원 (学校法人中野学園)
  - 메이지 대학 부속 나카노 중학교・고등학교 (明治大学付属中野中学校・高等学校)
  - 메이지 대학 부속 나카노 하지오지 중학교・고등학교 (明治大学付属中野八王子中学校・高等学校)

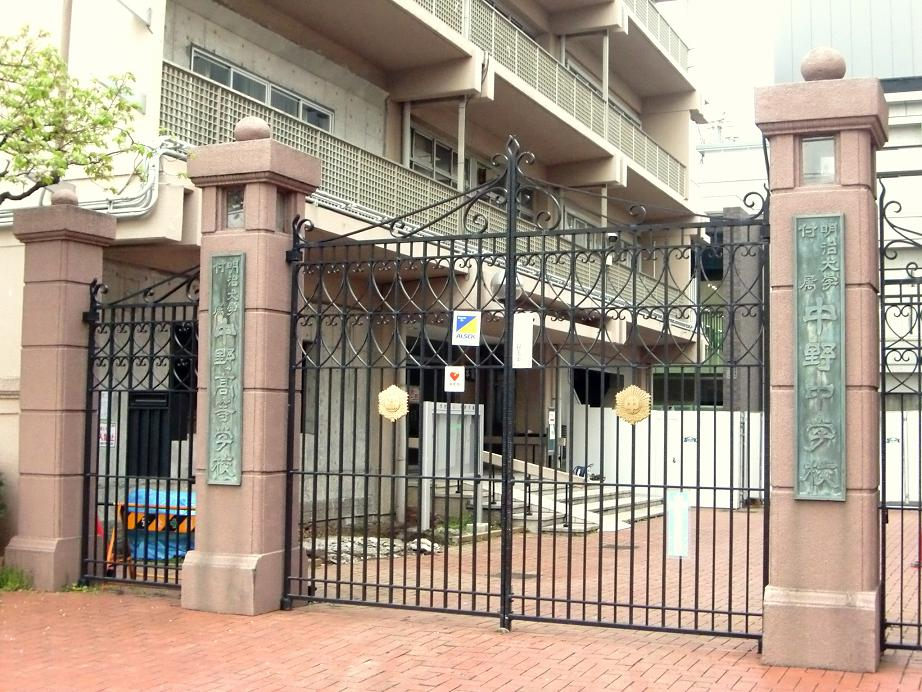
메이지 대학 부속 나카노 중학교・고등학교

## 같이 보기
- 도쿄 6대학 야구 연맹
- 도쿄 6대학
- MARCH
- 슈퍼 글로벌 대학